# Noseholes
Noseholes ist eine überwiegend englischsprachige Band aus Hamburg.

## Geschichte
Nach der Auflösung von der Band Das eNde, in der Steve Somalia und T.H. spielten, formierte sich im Jahre 2015 mit dem Einstieg von Henk Haiti am Schlagzeug das Free-Jazz-Trio Hand Sex. Im Jahre 2016 komplettierte Zoosea Cide die Band und es entstanden die Noseholes.
Die Noseholes veröffentlichten daraufhin im April 2017 ihre Debüt-EP. Diese wurde im deutschsprachigen Raum über die Independent-Label ChuChu Records und In A Car veröffentlicht. Harbinger Sound übernahm dies für das Vereinigte Königreich.
Anfang 2018 erschien ihr erstes Album Danger Dance. Das Album wurde wieder durch ChuChu Records und Harbinger Sound veröffentlicht. Seitdem spielen sie regelmäßig Konzerte in Deutschland, unter anderem mit ihren Labelkollegen, den Sleaford Mods.

## Musikstil
Der Musikexpress bezeichnet die Musik der Noseholes im Rahmen einer Rezension des Albums Danger Dance als No Wave und zieht Vergleiche zu den frühen Swans und Sonic Youth.

## Diskografie
- 2017: Noseholes (EP, Harbinger Sound / In A Car / ChuChu Records)
- 2018: Danger Dance (Harbinger Sound / ChuChu Records)
- 2019: Ant And End (ChuChu Records)